# Московський район (Північноказахстанська область)
Моско́вський район (рос. Московский район, каз. Москов ауданы) — колишній район у складі Північноказахстанської області Казахської РСР (1972—1991) та Казахстану (1991—1997).
Адміністративним центром району було село Корнієвка.

## Історія
Московський район утворено 10 березня 1972 року шляхом розукрупнення Ленінського району. До його складу відійшли 7 сільрад: Бескудуцька, Булацька, Волошинська, Заградовська, Корнієвська, Тарангульська та Ясновська.
8 грудня 1993 року в країні була розпочата адміністративна реформа, при якій сільради перетворені в сільські округи, міські та селищні ради — у міські та селищні адміністрації відповідно. 12 січня 1994 року адміністративні зміни відбулись в Північноказахстанській області, в Московському районі було утворено 8 сільських округів.
18 квітня 1997 року Московський район ліквідовано, територія увійшла до складу Ленінського району.